# Татишвили, Иван Алексеевич
Иван Алексеевич Татишвили (груз. ტატიშვილი ივანე ალექსის ძე, 1878, Галавани, Мцхета-Мтианети — 23 апреля 1963, Галавани, Мцхета-Мтианети) — грузинский политик, член Учредительного собрания Грузии (1919—1921).

## Биография

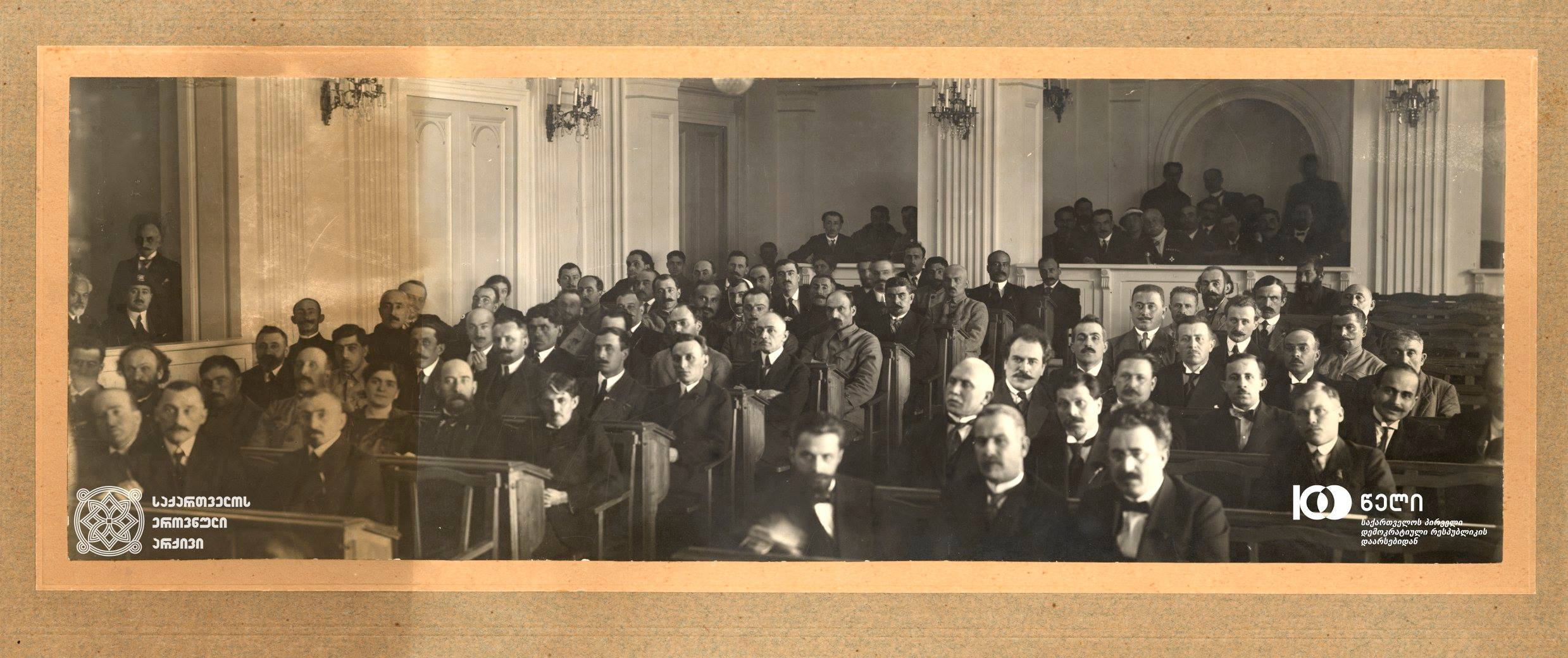
Учредительное собрание Грузии. Татишвили в дальних рядах, левая сторона

Родился в крестьянской семье. Грузин.
С детства работал у разных помещиков.
Член Российской социал-демократической рабочей партии с 1905 года. По партийному поручению участвовал в революционных выступлениях крестьян в Горийском районе (он был членом Горийского комитета РСДРП) и в Душетии. К 1906 году он вместе с другими местными революционерами создал террористическую группу для уничтожения шпионов и «хулиганов» царского режима.
В 1907 году был арестован и сослан в Астрахань, бежал оттуда с одним из своих друзей и нелегально вернулся в Грузию, чтобы восстановить распущенные партийные организации Гори.
В сентябре 1907 года переехал в Тифлис. По приказу Васо Цабадзе, главы Тифлисского комитета РСДРП, был назначен в отряд по поиску убийц Ильи Чавчавадзе.
После Февральской революции 1917 года продолжал работать в революционных организациях в Душетии. 12 марта 1919 года избран членом Учредительного собрания Республики Грузия по списку Социал-демократической партии Грузии, был членом аграрной и сельскохозяйственной комиссий.
В 1921 году после советизации Грузии был вовлечён в движение сопротивления, после чего Чрезвычайная комиссия Грузинской ССР арестовала и поместила его в одиночную камеру в исправительном доме № 2 «Метехи».
В конце 1922 года большевистский режим, опираясь на собственные спецслужбы, начал массовое давление на членов оппозиции, требуя их выхода из политической борьбы и самоликвидации оппозиционных партий, что широко использовалось для пропаганды.
17 января 1924 года в прессе было опубликовано заявление 239 социал-демократов—политзаключенных тюрьмы Метехи, в том числе Татишвили, осуждающее убийство Илариона Георгадзе (бывшего лидера нелегального союза, который после своего ареста согласился участвовать в процессе самоликвидации организации в обмен на своё освобождение).
После освобождения из тюрьмы жил и работал в родном селе.
В 1941 году участвовал в судебном процессе над Гиглой Бербичашвили по делу об убийстве Ильи Чавчавадзе в Тбилиси.
Похоронен в Галовани.